# 1996年のNFLドラフト
1996年のNFLドラフトは、61回目のNFLドラフト。1996年4月20日から21日までの2日間ニューヨークのマディソン・スクエア・ガーデンで開催された。
ドラフト指名順は、完全ウェーバー制で行われ、NFLワーストに終わったニューヨーク・ジェッツが全体1位でUSCのWRキーショーン・ジョンソンを指名した。WRが全体1位指名を受けるのは1984年でニューイングランド・ペイトリオッツがアービン・フライヤーを指名して以来のことであった。
テレル・オーウェンス、マービン・ハリソン、キーショーン・ジョンソン、エリック・モールズ、アマニ・トゥーマー、ムーシン・ムハマドと多くの優れたWRがこのドラフトで指名された。
ドラフト当日、セントルイス・ラムズはローレンス・フィリップスを1巡で指名した後、ジェローム・ベティスとドラフト3巡指名権をピッツバーグ・スティーラーズにトレードし、2巡指名権及び翌年の4巡指名権を獲得した。ベティスはその後スティーラーズで活躍し、第40回スーパーボウル優勝を果たしたがフィリップスはフィールド外でのトラブルがあり、ラムズは3年後にマーシャル・フォークをトレードで獲得した。

## 指名選手
指名順位の数字の後の*は、FAで失った選手に対して自動的に計算し与えられる補償ドラフトを示す。

### 1巡指名選手
| 指名順位 | チーム                             | 選手名                     | ポジション | 出身大学                      |
| 1        | ニューヨーク・ジェッツ             | キーショーン・ジョンソン   | WR         | USC                           |
| 2        | ジャクソンビル・ジャガーズ         | ケビン・ハーディ           | LB         | イリノイ大学                  |
| 3        | アリゾナ・カージナルス             | シミオン・ライス           | DE         | イリノイ大学                  |
| 4        | ボルチモア・レイブンズ             | ジョナサン・オグデン       | OT         | UCLA                          |
| 5        | ニューヨーク・ジャイアンツ         | セドリック・ジョーンズ     | DE         | オクラホマ大学                |
| 6        | セントルイス・ラムズ               | ローレンス・フィリップス   | RB         | ネブラスカ大学                |
| 7        | ニューイングランド・ペイトリオッツ | テリー・グレン             | WR         | オハイオ州立大学              |
| 8        | カロライナ・パンサーズ             | ティム・ビアカブツカ       | RB         | ミシガン大学                  |
| 9        | オークランド・レイダース           | リッキー・ダドリー         | TE         | オハイオ州立大学              |
| 10       | シンシナティ・ベンガルズ           | ウィリー・アンダーソン     | OT         | オーバーン大学                |
| 11       | ニューオーリンズ・セインツ         | アレックス・モルデン       | CB         | オレゴン大学                  |
| 12       | タンパベイ・バッカニアーズ         | リーガン・アップショー     | DE         | カリフォルニア大学            |
| 13       | シカゴ・ベアーズ                   | ウォルト・ハリス           | CB         | ミシシッピ州立大学            |
| 14       | ヒューストン・オイラーズ           | エディ・ジョージ           | RB         | オハイオ州立大学              |
| 15       | デンバー・ブロンコス               | ジョン・モブリー           | LB         | カツタウン大学                |
| 16       | ミネソタ・バイキングス             | ドゥウェイン・クレモンズ   | DE         | カリフォルニア大学            |
| 17       | デトロイト・ライオンズ             | レジー・ブラウン           | LB         | テキサスA&M大学               |
| 18       | セントルイス・ラムズ               | エディ・ケニソン           | WR         | LSU                           |
| 19       | インディアナポリス・コルツ         | マービン・ハリソン         | WR         | シラキュース大学              |
| 20       | マイアミ・ドルフィンズ             | ダリル・ガーデナー         | DT         | ベイラー大学                  |
| 21       | シアトル・シーホークス             | ピート・ケンドール         | OT         | ボストンカレッジ              |
| 22       | タンパベイ・バッカニアーズ         | マーカス・ジョーンズ       | DE         | ノースカロライナ大学          |
| 23       | デトロイト・ライオンズ             | ジェフ・ハーティングス     | OG         | ペンシルベニア州立大学        |
| 24       | バッファロー・ビルズ               | エリック・モールズ         | WR         | ミシシッピ州立大学            |
| 25       | フィラデルフィア・イーグルス       | ジャーメイン・メイベリー   | OT         | テキサスA&M大学キングスビル校 |
| 26       | ボルチモア・レイブンズ             | レイ・ルイス               | LB         | マイアミ大学                  |
| 27       | グリーンベイ・パッカーズ           | ジョン・ミッシェルズ       | OT         | USC                           |
| 28       | カンザスシティ・チーフス           | ジェローム・ウッズ         | FS         | メンフィス大学                |
| 29       | ピッツバーグ・スティーラーズ       | ジャメイン・スティーブンス | OT         | ノースカロライナA&T大学       |
| 30       | ワシントン・レッドスキンズ         | アンドレ・ジョンソン       | OT         | ペンシルベニア州立大学        |

### 2巡指名選手
| 指名順位 | チーム                             | 選手名                 | ポジション | 出身大学                 |
| 31       | ニューヨーク・ジェッツ             | アレックス・バンダイク | WR         | ネバダ大学               |
| 32       | アリゾナ・カージナルス             | リーランド・マッケロイ | RB         | テキサスA&M大学          |
| 33       | ジャクソンビル・ジャガーズ         | トニー・ブラッケンズ   | DE         | テキサス大学             |
| 34       | ニューヨーク・ジャイアンツ         | アマニ・トゥーマー     | WR         | ミシガン大学             |
| 35       | タンパベイ・バッカニアーズ         | マイク・オルストット   | FB         | パデュー大学             |
| 36       | ニューイングランド・ペイトリオッツ | ロイヤー・ミロイ       | SS         | ワシントン大学           |
| 37       | ダラス・カウボーイズ               | カビカ・ピットマン     | DE         | マクニース州立大学       |
| 38       | ヒューストン・オイラーズ           | ブライアント・ミックス | DE         | アルコーン州立大学       |
| 39       | シンシナティ・ベンガルズ           | マルコ・バタグリア     | TE         | ラトガース大学           |
| 40       | ニューオーリンズ・セインツ         | ジェロッド・チェリー   | SS         | カリフォルニア大学       |
| 41       | サンディエゴ・チャージャーズ       | ブライアント・スティル | WR         | バージニア工科大学       |
| 42       | セントルイス・ラムズ               | トニー・バンクス       | QB         | ミシガン州立大学         |
| 43       | カロライナ・パンサーズ             | ムーシン・ムハマド     | WR         | ミシガン州立大学         |
| 44       | デンバー・ブロンコス               | トリー・ジェームズ     | CB         | LSU                      |
| 45       | ミネソタ・バイキングス             | ジェームズ・マンリー   | DT         | ヴァンダービルト大学     |
| 46       | サンフランシスコ・49ers            | イスラエル・イフェアニ | DE         | USC                      |
| 47       | シアトル・シーホークス             | フレッド・トーマス     | CB         | テネシー大学マーティン校 |
| 48       | ヒューストン・オイラーズ           | ジェイソン・レイマン   | OT         | テネシー大学             |
| 49       | ダラス・カウボーイズ               | ランドール・ゴドフリー | LB         | ジョージア大学           |
| 50       | サンディエゴ・チャージャーズ       | パトリック・サップ     | LB         | クレムソン大学           |
| 51       | インディアナポリス・コルツ         | デドリック・マシス     | CB         | ヒューストン大学         |
| 52       | シカゴ・ベアーズ                   | ボビー・イングラム     | WR         | ペンシルベニア州立大学   |
| 53       | バッファロー・ビルズ               | ゲイブ・ノーザン       | DE         | LSU                      |
| 54       | フィラデルフィア・イーグルス       | ジェイソン・ダン       | TE         | 東ケンタッキー大学       |
| 55       | ボルチモア・レイブンズ             | デロン・ジェンキンス   | CB         | テネシー大学             |
| 56       | グリーンベイ・パッカーズ           | デリック・メイズ       | WR         | ノートルダム大学         |
| 57       | オークランド・レイダース           | ランス・ジョンストン   | DE         | テンプル大学             |
| 58       | カンザスシティ・チーフス           | レジー・タング         | SS         | オレゴン州立大学         |
| 59       | セントルイス・ラムズ               | アーニー・コンウェル   | TE         | ワシントン大学           |
| 60       | ジャクソンビル・ジャガーズ         | マイケル・チーバー     | C          | ジョージア工科大学       |
| 61*      | フィラデルフィア・イーグルス       | ブライアン・ドーキンス | FS         | クレムソン大学           |

### 3巡指名選手
| 指名順位 | チーム                             | 選手名                                                               | ポジション                                                           | 出身大学                                                             |
| 62       | ニューヨーク・ジェッツ             | レイ・ミケンズ                                                       | CB                                                                   | テキサスA&M大学                                                      |
| 63       | ジャクソンビル・ジャガーズ         | アーロン・ビーズリー                                                 | CB                                                                   | ウェストバージニア大学                                               |
| 64       | アリゾナ・カージナルス             | ジョニー・マクウィリアムズ                                           | TE                                                                   | USC                                                                  |
| 65       | デンバー・ブロンコス               | デトロン・スミス                                                     | RB                                                                   | テキサスA&M大学                                                      |
| 66       | ニューヨーク・ジャイアンツ         | ローマン・オーベン                                                   | OT                                                                   | ルイビル大学                                                         |
| 67       | ダラス・カウボーイズ               | クレイ・シバー                                                       | C                                                                    | フロリダ州立大学                                                     |
| 68       | カンザスシティ・チーフス           | ジョン・ブラウニング                                                 | DT                                                                   | ウェストバージニア大学                                               |
| 69       | シンシナティ・ベンガルズ           | ケン・ブラックマン                                                   | OG                                                                   | イリノイ大学                                                         |
| 70       | ニューオーリンズ・セインツ         | ブレイディ・スミス                                                   | DE                                                                   | コロラド州立大学                                                     |
| 71       | タンパベイ・バッカニアーズ         | ドニー・エイブラハム                                                 | CB                                                                   | イーストテネシー州立大学                                             |
| 72       | ピッツバーグ・スティーラーズ       | スティーブ・コンリー                                                 | LB                                                                   | アーカンソー大学                                                     |
| 73       | カロライナ・パンサーズ             | ウィンズロー・オリバー                                               | RB                                                                   | ニューメキシコ大学                                                   |
| 74       | ヒューストン・オイラーズ           | テリー・キレンズ                                                     | LB                                                                   | ペンシルベニア州立大学                                               |
| 75       | ミネソタ・バイキングス             | モー・ウィリアムズ                                                   | RB                                                                   | ケンタッキー大学                                                     |
| 76       | デトロイト・ライオンズ             | ライアン・スチュワート                                               | S                                                                    | ジョージア工科大学                                                   |
| 77       | シアトル・シーホークス             | ロバート・バー                                                       | OT                                                                   | ラトガース大学                                                       |
| 78       | デンバー・ブロンコス               | マーク・キャンベル                                                   | DT                                                                   | フロリダ大学                                                         |
| 79¤      | マイアミ・ドルフィンズ             | ドリアン・ブリュー                                                   | CB                                                                   | カンザス大学                                                         |
| 80       | マイアミ・ドルフィンズ             | アブドゥル＝カリーム・アル＝ジャバー                                 | RB                                                                   | カンザス大学                                                         |
| 81       | サンディエゴ・チャージャーズ       | ブライアン・ロチェ                                                   | TE                                                                   | サンノゼ州立大学                                                     |
| 82       | インディアナポリス・コルツ         | スコット・スラッカー                                                 | TE                                                                   | アイオワ大学                                                         |
| 83       | セントルイス・ラムズ               | ジェラルド・ムーア                                                   | RB                                                                   | オクラホマ大学                                                       |
| 84       | アトランタ・ファルコンズ           | シャノン・ブラウン                                                   | DT                                                                   | アラバマ大学                                                         |
| 85       | フィラデルフィア・イーグルス       | ボビー・ホイング                                                     | QB                                                                   | オハイオ州立大学                                                     |
| 86       | ニューイングランド・ペイトリオッツ | テディ・ブルスキ                                                     | LB                                                                   | アリゾナ大学                                                         |
| 87       | バッファロー・ビルズ               | マット・スティーブンス                                               | SS                                                                   | アパラチアン州立大学                                                 |
| 88¤      | カロライナ・パンサーズ             | J・C・プライス                                                       | DT                                                                   | バージニア工科大学                                                   |
| 89       | サンフランシスコ・49ers            | テレル・オーウェンス                                                 | WR                                                                   | テネシー大学チャタヌーガ校                                           |
| 90       | グリーンベイ・パッカーズ           | マイク・フラナガン                                                   | C                                                                    | UCLA                                                                 |
| 91       | シアトル・シーホークス             | レジー・ブラウン                                                     | RB                                                                   | フレズノ州立大学                                                     |
| 92       | ピッツバーグ・スティーラーズ       | ジョン・ウィットマン                                                 | FB                                                                   | ペンシルベニア州立大学                                               |
| ¤        | ダラス・カウボーイズ               | 前年の補足ドラフトでダレン・ベンソンを指名したため、指名権を失った。 | 前年の補足ドラフトでダレン・ベンソンを指名したため、指名権を失った。 | 前年の補足ドラフトでダレン・ベンソンを指名したため、指名権を失った。 |
| 93+      | グリーンベイ・パッカーズ           | タイロン・ウィリアムズ                                               | CB                                                                   | ネブラスカ大学                                                       |
| 94*      | ダラス・カウボーイズ               | ステッフレット・ウィリアムズ                                         | WR                                                                   | ノースイーストルイジアナ大学                                         |
| 95*      | ダラス・カウボーイズ               | マイク・ウルファレ                                                   | DE                                                                   | BYU                                                                  |

### 4巡指名選手
| 指名順位 | チーム                             | 選手名                     | ポジション | 出身大学                             |
| 96       | タンパベイ・バッカニアーズ         | ジェイソン・オドム         | OT         | フロリダ大学                         |
| 97       | ミネソタ・バイキングス             | ハンター・グッドウィン     | OG         | テキサスA&M大学                      |
| 98       | カンザスシティ・チーフス           | ドニー・エドワーズ         | LB         | UCLA                                 |
| 99       | シアトル・シーホークス             | フィリップ・ダニエルズ     | DE         | ジョージア大学                       |
| 100      | デンバー・ブロンコス               | ジェフ・ルイス             | QB         | 北アリゾナ大学                       |
| 101      | ニューイングランド・ペイトリオッツ | ヒース・アーウィン         | OG         | コロラド大学                         |
| 102      | ワシントン・レッドスキンズ         | スティーブン・デービス     | RB         | オーバーン大学                       |
| 103      | ニューオーリンズ・セインツ         | リッキー・ウィトル         | RB         | オレゴン大学                         |
| 104      | タンパベイ・バッカニアーズ         | エリック・オースティン     | S          | ジャクソン州立大学                   |
| 105      | セントルイス・ラムズ               | パーセル・ガスキンス       | LB         | カンザス州立大学                     |
| 106      | カロライナ・パンサーズ             | ノーベルト・ダビズ＝ガリド | OT         | USC                                  |
| 107      | ヒューストン・オイラーズ           | ケンドリック・バートン     | DE         | アラバマ大学                         |
| 108      | シンシナティ・ベンガルズ           | ジェボン・ラングフォード   | DE         | オクラホマ大学                       |
| 109      | ヒューストン・オイラーズ           | ジョン・ランヤン           | OT         | ミシガン大学                         |
| 110      | ジャクソンビル・ジャガーズ         | レジー・バーロー           | WR         | アパラチアン州立大学                 |
| 111      | カロライナ・パンサーズ             | エマニュエル・マクダニエル | CB         | 東カロライナ大学                     |
| 112      | アリゾナ・カージナルス             | アーロン・グレアム         | C          | ネブラスカ大学                       |
| 113      | マイアミ・ドルフィンズ             | カーク・ポインター         | CB         | オースティン・ピーイ州立大学         |
| 114      | サンディエゴ・チャージャーズ       | チャーリー・ジョーンズ     | WR         | フレズノ州立大学                     |
| 115      | インディアナポリス・コルツ         | ブライアン・ミルン         | RB         | ペンシルベニア州立大学               |
| 116      | シカゴ・ベアーズ                   | ポール・グラスマニス       | DT         | ノートルダム大学                     |
| 117      | アトランタ・ファルコンズ           | リチャード・ハントリー     | RB         | ウィンストン＝セーラム州立大学       |
| 118      | マイアミ・ドルフィンズ             | スタンリー・プリチェット   | FB         | サウスカロライナ大学                 |
| 119      | ニューイングランド・ペイトリオッツ | クリス・サリバン           | DT         | ボストンカレッジ                     |
| 120      | バッファロー・ビルズ               | ショーン・モラン           | DE         | コロラド大学                         |
| 121      | フィラデルフィア・イーグルス       | レイ・ファーマー           | LB         | デューク大学                         |
| 122¤     | デンバー・ブロンコス               | ダリアス・ジョンソン       | CB         | オクラホマ大学                       |
| 123      | グリーンベイ・パッカーズ           | クリス・ダーキンス         | RB         | ミネソタ大学                         |
| 124      | ニューイングランド・ペイトリオッツ | カントリ・バーバー         | RB         | ウェストバージニア大学               |
| 125      | マイアミ・ドルフィンズ             | ラカーティス・ジョーンズ   | LB         | ベイラー大学                         |
| 126      | ピッツバーグ・スティーラーズ       | アール・ホームズ           | LB         | フロリダA&M大学                      |
| 127      | アトランタ・ファルコンズ           | ジュラン・ボールデン       | CB         | ミシシッピデルタコミュニティカレッジ |
| 128*     | サンフランシスコ・49ers            | ダリル・プライス           | LB         | コロラド大学                         |
| 129*     | デトロイト・ライオンズ             | ブラッド・フォード         | DB         | アラバマ大学                         |
| 130*     | ニューヨーク・ジャイアンツ         | ダニー・カネル             | QB         | フロリダ州立大学                     |
| 131*     | シアトル・シーホークス             | エリック・アンバーザクト   | LB         | ウィスコンシン大学                   |
| 132*     | ピッツバーグ・スティーラーズ       | ジャハイン・アーノルド     | WR         | フレズノ州立大学                     |

### 5巡指名以降の主な選手
| 指名順位 | チーム                             | 選手名                 | ポジション | 出身大学                       |
| 133      | ニューヨーク・ジェッツ             | マーカス・コールマン   | CB         | テキサス工科大学               |
| 134      | マイアミ・ドルフィンズ             | ジェリス・マクフェイル | RB         | 東カロライナ大学               |
| 135      | カンザスシティ・チーフス           | ジョー・ホーン         | WR         | イタワンバコミュニティカレッジ |
| 136      | ニューオーリンズ・セインツ         | マーキュリー・ヘイズ   | WR         | ミシガン大学                   |
| 137      | アリゾナ・カージナルス             | ジェームズ・デクスター | OT         | サウスカロライナ大学           |
| 138      | ワシントン・レッドスキンズ         | レオモント・エバンズ   | S          | クレムソン大学                 |
| 139      | ニューイングランド・ペイトリオッツ | ジョン・エルモア       | OG         | テキサス大学                   |
| 153      | ボルチモア・レイブンズ             | ジャーメイン・ルイス   | WR         | メリーランド大学               |
| 154      | マイアミ・ドルフィンズ             | ザック・トーマス       | LB         | テキサス工科大学               |
| 166      | オークランド・レイダース           | ラロイ・グローバー     | DT         | サンディエゴ州立大学           |
| 208*     | グリーンベイ・パッカーズ           | マルコ・リベラ         | OG         | ペンシルベニア州立大学         |
| 241      | カンザスシティ・チーフス           | ジェフ・スミス         | C          | テネシー大学                   |
| 252*     | グリーンベイ・パッカーズ           | キース・マッケンジー   | LB         | ボール州立大学                 |

### 主な指名権のトレード
ニューヨーク・ジェッツは全体1位指名権と引き換えにセントルイス・ラムズから1巡全体6位指名権、3巡、4巡、7巡を獲得した。
ニューオーリンズ・セインツは全体2位指名権、6巡指名権と引き換えにラスベガス・レイダースから1巡全体10位指名権、2巡、4巡指名権及びWRダリル・ホブスを獲得した。
アトランタ・ファルコンズは全体3位指名権、3巡指名権と引き換えにシアトル・シーホークスから全体11位指名権、2巡、3巡、4巡指名権を獲得した。
セントルイス・ラムズからニューヨーク・ジェッツにトレードされた全体6位指名権は、タンパベイ・バッカニアーズを経てシアトル・シーホークスにトレードされた。

### ドラフト外入団の主な選手
| チーム                             | 選手名                 | ポジション | 出身大学                 |
| シンシナティ・ベンガルズ           | クリス・ヘザリントン   | FB         | イェール大学             |
| シンシナティ・ベンガルズ           | デーモン・ヒュアード   | QB         | ワシントン大学           |
| インディアナポリス・コルツ         | ケイシー・ウィーグマン | C          | アイオワ大学             |
| マイアミ・ドルフィンズ             | ラリー・イゾー         | LB         | ライス大学               |
| ニューイングランド・ペイトリオッツ | アダム・ビナティエリ   | K          | サウスダコタ州立大学     |
| ニューヨーク・ジャイアンツ         | オリンド・メア         | K          | シラキュース大学         |
| シアトル・シーホークス             | ジョン・キトナ         | QB         | セントラルワシントン大学 |